# 熊尹臣
熊尹臣（16世紀—16世紀），號繼山，江西瑞州府新昌縣人，明朝政治人物。

## 生平
熊尹臣是嘉靖三十一年（1552年）壬子科江西鄉試第五十三名舉人，授慈利教諭，三十九年（1560年）陞連江知縣，擒拿倭寇有功，御史李邦珍上奏其功績到朝廷，他卻因剛直忤逆上級，四十三年（1564年）調嘉魚知縣，萬曆二年（1574年）陞揚州通判。

## 引用
1. 1 2  道光《新昌縣志·卷十一·人物志》：舉人 明……嘉靖三十一年壬子科 熊尹臣，號繼山，縣治人，任湖廣慈利縣教諭，陞福建連江知縣，擒倭有功，御史李邦珍聞於朝，以直忤上官，調湖廣嘉魚縣，甲戌陞揚州府通判。